# Psychoda cetreta
Psychoda cetreta är en tvåvingeart som beskrevs av Quate 1967. Psychoda cetreta ingår i släktet Psychoda och familjen fjärilsmyggor. Inga underarter finns listade i Catalogue of Life.